# Josef Kořenář
Josef Kořenář (* 31. Januar 1998 in Vystrkov) ist ein tschechischer Eishockeytorwart, der seit Juni 2022 beim HC Sparta Prag aus der tschechischen Extraliga unter Vertrag steht und parallel leihweise für den HC Stadion Litoměřice in der zweitklassigen 1. Liga zum Einsatz kommt. Zuvor war Kořenář unter anderem für die Organisationen der San Jose Sharks und Arizona Coyotes in der National Hockey League (NHL) tätig, spielte aber hauptsächlich für deren Farmteams in der American Hockey League (AHL).

## Karriere

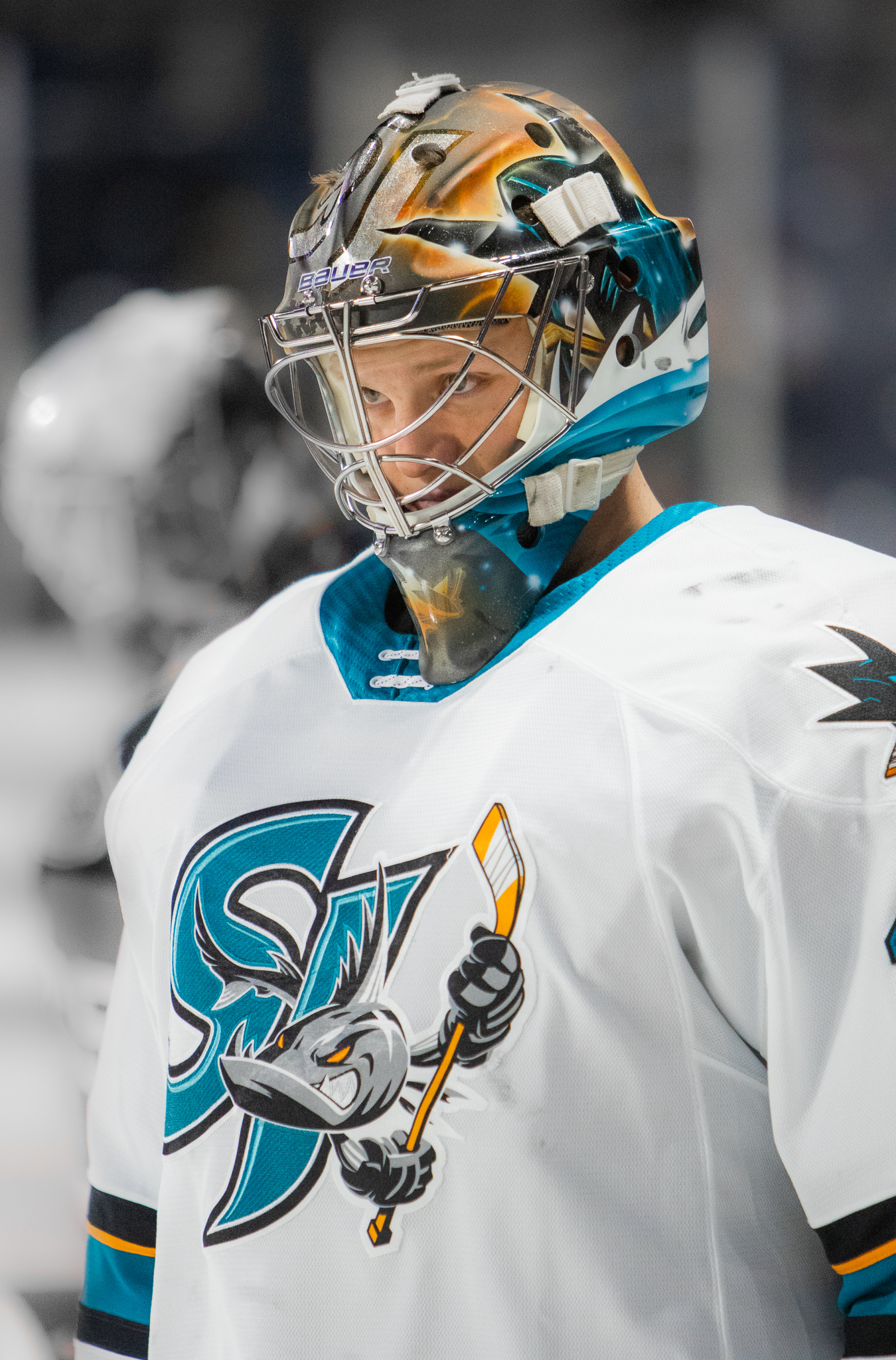
Kořenář im Trikot der San Jose Barracuda (2019)

Kořenář verbrachte seine Juniorenzeit im Nachwuchs des einstigen Armeesportklubs HC Dukla Jihlava, der seine Glanzzeiten in den 1970er- und 1980er-Jahren erlebte. Dort durchlief er bis in die Spielzeit 2015/16 hinein alle Mannschaften bis zur U20 des Klubs, für die der Torwart aufgrund seines Talents bereits im Alter von 17 Jahren debütierte. Im Sommer 2016 wurde der Torwart im Entry Draft der Juniorenliga United States Hockey League in der dritten Runde an 43. Stelle von den Lincoln Stars ausgewählt. Dorthin wechselte Kořenář schließlich zur Saison 2016/17 und teilte sich im Verlauf des Spieljahres die Aufgaben zwischen den Pfosten mit dem US-Amerikaner Cayden Primeau. Die Statistiken des Tschechen, der in 32 Einsätzen 92,5 Prozent der Schüsse auf sein Tor parierte und damit Primeau in den Schatten stellte, führten jedoch nicht dazu, dass er – wie erhofft – im NHL Entry Draft 2017 von einem Franchise der National Hockey League (NHL) ausgewählt wurde.
Dennoch fand der 19-Jährige wenige Wochen nach dem Draft einen neuen Arbeitgeber. Als Free Agent erhielt Kořenář ein auf drei Jahre befristetes Vertragsangebot der San Jose Sharks aus der NHL. Diese schickten ihn nach der Unterschrift unter den NHL-Einstiegsvertrag jedoch auf Leihbasis zurück in seine tschechische Heimat zu seinem Stammklub nach Jihlava. Den Großteil der Saison 2017/18 verbrachte der Schlussmann aber nicht im Kader Duklas, sondern spielte – wiederum ausgeliehen – in der zweitklassigen 1. Liga für den HC Benátky nad Jizerou. Zudem debütierte er im Verlauf des Spieljahres auch für die Profimannschaft Dukla Jihlavas in der Extraliga. Trotz der Beförderung zum Stammtorwart in den Relegationsrunden – er löste das bisherige Duo bestehend aus seinem Landsmann Jakub Škarek und dem Norweger Lars Volden ab – konnte er den abermaligen Abstieg des Traditionsklubs in die 1. Liga nicht verhindern.
In der Folge des Abstiegs kehrte der Torhüter auf Wunsch der Sharks nach Nordamerika zurück und erhielt zur Saison 2018/19 einen Platz im Kader der San Jose Barracuda, dem Farmteam der San Jose Sharks, in der American Hockey League. Kořenář teilte sich dort im Saisonverlauf den Torwartposten mit dem Kanadier Antoine Bibeau. Im Januar 2019 wurde der Tscheche aufgrund seiner Leistungen zum AHL All-Star Classic eingeladen.
Im Rahmen der Off-Season im Herbst 2020 schloss er sich leihweise dem HC Oceláři Třinec in seiner tschechischen Heimat an und kehrte zu Beginn der Saisons in Nordamerika wieder nach San Jose zurück. Im April 2021 kam er schließlich zu seinem Debüt für die Sharks in der NHL. Wenig später jedoch gaben ihn diese samt einem Zweitrunden-Wahlrecht im NHL Entry Draft 2022 an die Arizona Coyotes ab und erhielten im Gegenzug den Torhüterkollegen Adin Hill sowie ein Siebtrunden-Wahlrecht im Draft 2022.
In Arizona beendete er die Saison 2021/22 und kehrte anschließend, nach vier Jahren in Nordamerika, in seine tschechische Heimat zurück, wo er sich im Juni 2022 dem HC Sparta Prag anschloss.

### International
Auf internationaler Bühne vertrat Kořenář sein Heimatland seit den U16-Junioren bei zahlreichen Gelegenheiten. Sein erstes internationales Turnier bestritt er mit dem Europäischen Olympischen Winter-Jugendfestival 2015, wo das tschechische Team das Eishockeyturnier mit dem Gewinn der Silbermedaille abschloss. Im selben Jahr nahm er in der Rolle des Ersatztorwarts auch am Ivan Hlinka Memorial Tournament 2015 und der World Junior A Challenge 2015 teil. Beide Turniere schlossen die Tschechen außerhalb der Medaillenränge ab. Des Weiteren kam der Torwart bei der U18-Junioren-Weltmeisterschaft 2016 und der U20-Junioren-Weltmeisterschaft 2018 als Stammkraft zu insgesamt elf Einsätzen.
Seine ersten Einsätze in der tschechischen A-Auswahl absolvierte Kořenář auf der Euro Hockey Tour in der Saison 2023/24. Bei der Weltmeisterschaft 2025 gehörte der Torhüter erstmals zum Aufgebot bei einem großen, internationalen Turnier. Hinter Karel Vejmelka und Daniel Vladař blieb er allerdings ohne Einsatzminuten.

## Erfolge und Auszeichnungen
- 2015 Silbermedaille beim Europäischen Olympischen Winter-Jugendfestival
- 2018 Teilnahme am AHL All-Star Classic
- 2025 Geringster Gegentorschnitt der Extraliga-Hauptrunde

## Karrierestatistik

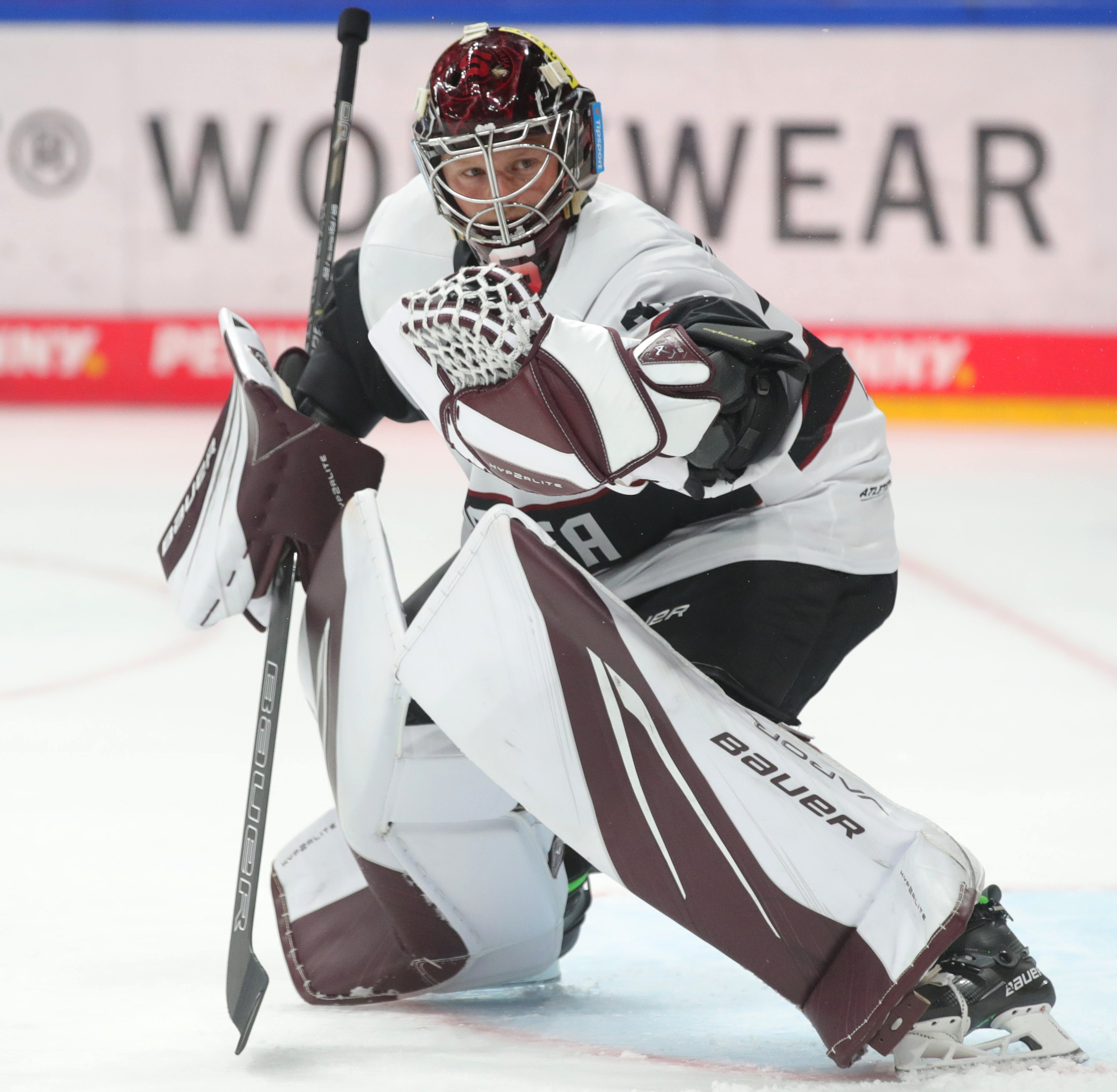
Kořenář als Torwart des HC Sparta Prag (2023)

Stand: Ende der Saison 2024/25

### International
Vertrat Tschechien bei:
| - Europäisches Olympisches Winter-Jugendfestival 2015 - Ivan Hlinka Memorial Tournament 2015 - World Junior A Challenge 2015 | - U18-Junioren-Weltmeisterschaft 2016 - U20-Junioren-Weltmeisterschaft 2018 - Weltmeisterschaft 2025 |

(Legende zur Torhüterstatistik: GP oder Sp = Spiele insgesamt; W oder S = Siege; L oder N = Niederlagen; T oder U oder OT = Unentschieden oder Overtime- bzw. Shootout-Niederlage; Min. = Minuten; SOG oder SaT = Schüsse aufs Tor; GA oder GT = Gegentore; SO = Shutouts; GAA oder GTS = Gegentorschnitt; Sv% oder SVS% = Fangquote; EN = Empty Net Goal; 1 Play-downs/Relegation; Kursiv: Statistik nicht vollständig)